# 広報官 (自衛隊地方協力本部)
広報官（こうほうかん）は自衛隊地方協力本部（旧自衛隊地方連絡部）において広報等の業務を行う自衛官のこと。

## 概要
主に自衛官募集の募集活動やイベント等の広報活動を行う職員のことを指し、就職援護は地方協力本部所在駐屯地は当該組織、地本が所在しない駐屯地においては駐屯地業務隊に置かれる駐屯地援護センター・援護室が別途担当する。自衛隊の場合、自衛官募集業務は各部隊等での勤務経験がある隊員を広報官に任命して行われるため、受験者にとっては実際の現場の様子などをじかに聞く機会を持つことができ、自衛隊という職場をよく知るには大変合理的な制度であるといえる。概ね広報官ひとりひとりに乗用自動車（主として業務車2号）が用意され、普段から大学や高校など各種学校での説明会・担当地区でのポスター貼り・志願者との面談（家庭訪問など）の外回りの仕事が多い。また、募集のほか新入隊員の悩み相談など入隊後のサポートも担当している。
旧制曹士自衛官の募集においては、「衣食住はタダ」「満期金が貰える」「手厚い就職支援」などといった長所を強調して自衛隊への勧誘を行うとされていた。一方で、入隊後の訓練の厳しさや、（旧制度の）曹候補士や2等陸海空士の昇任の難しさ、即ち早期に除隊（退職）する可能性が大きいことやその後の再就職の問題などの短所については多くの広報官は触れない傾向が強いといわれていた。かつてバブル以前の場合は入隊者が皆無だった事例や学力レベルが地域の最低校しか集まらなかった例もあり、私費で試験勉強用テキストを買い与えたり、食事をご馳走するなどの行為や試験時にわざと正答部分に指を指して答えを誘導または「名前だけ書ければ合格」といった事例も存在していた。1990年代の自衛隊人気がやや上昇した時期をきっかけに、そのようなやや過剰な勧誘が行われることは一般に減少し、縦社会故の厳格な上下関係、資格免許はすぐには得られない、希望職種、勤務地などが全くかなわない事もあり得るといった短所の説明も行われるようになってきたといわれている。
アメリカ軍で同様の任務についている「リクルーター」たちが合法とはいえ強引な個人情報の収集、明らかに貧困層の青少年ばかりに狙いを定めた採用活動など多くの問題を抱えているが、アメリカに比べ格差が少なく軍事に拒否感が強い日本ではここまで強引な手法は用いられておらず、自治体首長に対して隊員募集の資料提出を請求できる自衛隊法の規定を利用して住民基本台帳を閲覧し対象者へ資料を送付したり、広報官が学校へ出向く説明会の開催が中心である。
1990年代半ばから2000年代前半にかけての「ポストバブル世代」「最優秀世代」獲得の時期は一般曹候補学生、曹候補士、2等陸海空士といった高卒向けの採用試験に専門学校卒、大卒などの年齢層も殺到し学歴、家庭の経済力他家庭環境などといった面では正しく黄金時代を謳歌した。ただしこれらの時期も難易度の「暴騰」で入隊を強く希望しながらも学力の不足している受験生が入隊までに相当の期間を要し、広報官はその支援にも当たらねばならなかった。2010年代後半からは教育側の理解も進み学校説明会の要請や教育委員会のイベント後援を受けられるようになっているが、少子化と好景気により志願者が減少しているため、若者向け番組への協力や民間イベントへの出展、自衛官とのトーク会、警察・消防・海上保安庁との合同説明会の開催、SNSを駆使した広報など模索が続いている。また広報官以外にも教官などが個人的な活動として自身の得意分野を絡めた広報活動を行っている。防衛大学校・防衛医科大学校・航空学生・陸上自衛隊高等工科学校などは従来からの人気に加え無料の模試として利用が一般化しており、景気にかかわらず高倍率が続き、浪人し再受験を狙う者もいる。
広報官への配属は本人の希望以外にも、素質を見込まれた者も配置される。基本的に広報官としての勤務は3年から4年で原隊に復帰するも、募集成績優秀者は地連の意向でそのまま募集業務を継続し、希であるが20年以上勤務し原隊復帰せず定年を迎え、再任用された例もある。また視力悪化などにより操縦士としての適正を失ったが昇進が望めない航空学生出身者なども残ることがある。
自衛隊地方協力本部の広報官も自衛官であるので、自衛官採用募集も目標数ノルマはあるが民間企業の営業手当に相当するものは無い。残業手当に相当する超過勤務手当も自衛官なのでない。出張旅費が支給されるのみである。

## 参考
大宮ひろし「ここが変だよ、自衛隊」